# Ace Hood
Ace Hood, pseudonimo di Antoine McColister (Port St. Lucie, 11 maggio 1988), è un rapper statunitense.
Ha un contratto con le etichette discografiche di DJ Khaled We the Best Music Group e Def Jam Recordings. Il suo brano musicale Top of the World fa parte della colonna sonora del videogioco NBA 2K10.

## Biografia
Ace Hood è nato a Port St. Lucie in Florida, ed è stato cresciuto da sua madre a Deerfield Beach, parte della contea di Broward. Ha frequentato la Deerfield Beach High School. In seguito ad un infortunio a football decise di abbandonare la carriera sportiva e di dedicarsi alla musica rap. Nel 2007, incontra DJ Khaled fuori dagli uffici della stazione radio WEDR 99 Jamz del sud della Florida, che passa principalmente musica hip hop e contemporary R&B. Dopo aver ricevuto da Ace Hood una autobiografia ed un demo, DJ Khaled gli chiese di improvvisare un rap sulla base di I'm So Hood, concedendogli infine un contratto con la sua casa discografica,We the Best. Ace was named with several others to the Freshmen of 09 by XXL magazine.
Il suo primo album, Gutta, viene pubblicato nel 2008. Vengono estratti i singoli Cash Flow featuring T-Pain e Rick Ross, e Ride featuring Trey Songz. Inoltre Hood pubblica un mixtape, Ace Won't Fold, e collabora al singoli di DJ Khaled Out Here Grindin'. Il 26 giugno 2009 viene pubblicato il suo secondo album ''Ruthless, sempre per la Def Jam. Il primo singolo estratto è Overtime featuring Akon e T-Pain. Il secondo singolo è Loco Wit The Cake. All'album inoltre collaborano Rick Ross, Ludacris, The-Dream, Jazmine Sullivan, Birdman e Lloyd.
Nel 2013 esce la canzone Bugatti, in collaborazione con Rick Ross e Future

## Discografia

### Album studio
- 2008: Gutta
- 2009: Ruthless
- 2011: Blood, Sweat & Tears
- 2013: Trials & Tribulations